# Kilkenny (birra)
La Kilkenny è una birra prodotta nell'omonima città irlandese dalla Diageo, nella Birreria Smithwick , di colore rosso ambrato e gusto corposo ha gradazione alcolica pari a 4,3% vol.

## Storia
Kilkenny è stata prodotta per l'esportazione ed è disponibile nei seguenti paesi: Australia, Austria, Bahrein, Bosnia, Canada, Croazia, Emirati Arabi Uniti, Finlandia, Germania, Giappone, Irlanda, Israele, Italia, Malesia, Norvegia, Nuova Zelanda, Paesi Bassi, Polonia, Russia, Slovenia, Sudafrica, Svezia, Thailandia e Ungheria.

## Caratteristiche
Kilkenny è molto simile alla birra Smithwick's Draught, e ha una schiuma simile alla Guinness, ha un gusto più forte (e più amaro di Smithwicks). Il nome Kilkenny originariamente è stato usato negli anni 80 e 90 quando venne introdotta sul mercato europeo e canadese, per facilitare la difficoltà nella pronuncia della parola Smithwick's.
Ingredienti: acqua, orzo, orzo arrostito, luppoli e lievito.

## Altre marche prodotte
- Aksarben Kilkenny Ale (ritirata).
- Govnors Public House Kilkenny Kolsch, è una birra chiara dorata, con caratteristiche equilibrate di lievito e di malto, con il 4% di alcool (vol) e un valore IBU di 30.
- Kilkenny 3.5 %, con il 3,5% di alcool (vol).
- Kilkenny Strong, con il 6,4% di alcool (vol), è la versione forte di Kilkenny per il mercato italiano.
- O'Malley's Kilkenny Export Ale, con il 4,8% di alcool (vol), venduta in fusto.
- Queen City Kilkenny Ale, con il 4,6% di alcool (vol).